# Shanghai (film, 1935)
Cet article concerne le film de James Flood. Pour le film de Mikael Håfström, voir Shanghai.
Pour les articles homonymes, voir Shanghai (homonymie).
Pour plus de détails, voir Fiche technique et Distribution.
Shanghai est un film américain réalisé par James Flood, sorti en 1935.

## Synopsis
Alors qu'elle est à Shanghai en visite chez sa tante malade, Barbara Howard, une jeune femme de la bonne société new yorkaise et le banquier russe Dmitri Koslov tombent amoureux. Tout irait pour le mieux si Dmitri ne cachait pas un secret qui pourrait compromette leur union.

## Fiche technique
- Titre original : Shanghai
- Réalisation : James Flood
- Assistant réalisateur : Tom Andre
- Scénario : C. Graham Baker, Lynn Starling et Gene Towne
- Producteurs : Adolph Zukor, Walter Wanger et Henry Herzbrun producteur exécutif (non crédité)
- Société de production : Walter Wanger Productions et Paramount Pictures
- Société de distribution : Paramount Pictures
- Musique : Friedrich Hollaender
- Directeur de la photographie : James Van Trees
- Montage : Otho Lovering
- Décors : Alexander Toluboff (art director)
- Costumes : Travis Banton (non crédité)
- Son : Hugo Grenzbach
- Tournage : du 29 avril à mai 1935 aux General Service Studios, 1040 N. Las Palmas, Hollywood, Los Angeles;
- Pays de production :  États-Unis
- Langue : anglais, allemand
- Format : Noir et blanc — 35 mm — 1,37:1 — Son : Mono
- Genre : Film dramatique, Film romantique
- Durée : 75 minutes
- Dates de sortie : 
  - États-Unis : 19 juillet 1935
  - France : 22 novembre 1935

## Distribution
- Loretta Young : Barbara Howard, une jeune femme de la bonne société new yorkaise
- Charles Boyer : Dimitri Koslov, un banquier russe
- Warner Oland : L'ambassadeur chinois Lun Sing
- Alison Skipworth : Tante Jane, la tante de Barbara
- Fred Keating : Tommy Sherwood, le frère cadet de Barbara
- Charley Grapewin : Truesdale
- Walter Kingsford : Hilton
- Josephine Whittell : Mme Truesdale
- Olive Tell : Mme Hilton
- Libby Taylor : Corona, la domestique de barbara
- Keye Luke : Le fils de l'ambassadeur chinois
- Willie Fung : Wang
- Boothe Howard : Le courtier
- Arnold Korff : Van Hoeffer

et, non crédités :
- Philip Ahn : un domestique
- Symona Boniface : une cliente de la boîte de nuit
- Adolph Faylauer : un client de la boîte de nuit
- Harold Miller : un client de la boîte de nuit
- Mike Tellegen : un client de la boîte de nuit
- Louise Brien : Mme Hines, la secrétaire
- Bess Flowers : une invitée à la fête
- Lester Dorr : le steward du bateau
- Emmett King : le fêtard distinguée
- Ruth Cherrington : la fêtarde distinguée
- Cyril Ring : le reporter de "Free Press"
- Jacques Vanaire : le maître d'hôtel